# Maynard Olson
Maynard Victor Olson, né le 2 octobre 1943 est un chimiste et biologiste moléculaire américain. Professeur de sciences du génome et de médecine à l'Université de Washington, il est un spécialiste de la génétique de la mucoviscidose et l'un des fondateurs du Projet Génome humain. Au cours de ses années à l'Université Washington de Saint-Louis, il mène également des efforts pour développer des chromosomes artificiels de levure permettant l'étude de grandes parties du génome humain.

## jeunesse et éducation
Olson est né et grandit à Bethesda, dans le Maryland, où il est scolarisé dans le système scolaire public. Après avoir obtenu son diplôme d'études secondaires, il obtient son diplôme de premier cycle du California Institute of Technology (Caltech) et son doctorat en chimie inorganique de l'Université Stanford en 1970. Pendant son séjour à Caltech, il assiste à des conférences de Richard Feynman qui, selon lui, étaient une «expérience mémorable».

## Carrière
Après avoir obtenu son doctorat, Olson travaille au Dartmouth College en tant que chimiste inorganique, mais connait "une crise précoce de la quarantaine" et choisit de changer de domaine. Il prend ensuite un congé sabbatique et travaille avec Benjamin Hall à l'Université de Washington (UW) à Seattle. En 1979, il accepte un poste à l'Université Washington de Saint-Louis (WUSTL), où il commence à travailler sur le développement d'approches systématiques pour l'analyse des génomes complexes. Tout au long des années 1980, Olson continue à analyser des génomes entiers dans son propre laboratoire. Il travaille avec un ordinateur pour développer des algorithmes pour des projets de cartographie parallèle du génome à travers la levure tandis que John Sulston se concentre sur le ver nématode, Caenorhabditis elegans. C'est l'une des toutes premières utilisations des polymorphismes de longueur des fragments de restriction pour cartographier un gène cloné. En 1989, Olson devient membre du Comité consultatif du programme sur le génome humain des National Institutes of Health (NIH).
Au début de la décennie suivante, Olson reçoit en 1992 la médaille de la Genetics Society of America pour ses réalisations génétiques. Au cours de la même année, il retourne à l'UW et rejoint leur département de biotechnologie moléculaire. En 1994, Olson est élu à l'Académie nationale des sciences des États-Unis. Au tournant du siècle, Olson est le scientifique principal d'une étude cartographiant le génome de Pseudomonas aeruginosa qui est publiée dans Nature. Les implications de cette étude conduisent à la possibilité de nouveaux traitements pour les patients atteints de fibrose kystique et les patients gravement brûlés et autres qui développent ce type d'infection. À la suite de ses recherches pionnières sur les gènes, il est co-récipiendaire du prix City of Medicine de Durham, en Caroline du Nord. En 2003, Olson est élu à l'Académie américaine des arts et des sciences pour "avoir développé des innovations technologiques et expérimentales essentielles au séquençage du génome". Il est élu à la Société américaine de philosophie en 2005. Il est également récipiendaire du Prix Gairdner en 2002 et du Prix Gruber de génétique en 2007.